# Хоренбот, Герард
Герард Хоренбот (нидерл. Gerard Horenbout, также известен как Герард Хорнболт (англ. Gerard Hornebolte); 1465—1540/1541) — фламандский художник эпохи Северного Возрождения. Его обычно отождествляют с мастером Якова IV Шотландского, анонимным автором портрета короля Якова IV Стюарта, украшающего иллюминированный часослов, хранящийся в национальной библиотеке Австрии.
Мастер Якова IV Шотландского считается самым выдающимся художником-миниатюристом своего поколения, чьи годы жизни и творчества пришлись на период между деятельностью мастера Марии Бургундской (ок. 1460—1480) и Симона Бенинга (1483/1484—1561).

## Жизнь и творчество
Герард Хоренбот родился предположительно в Генте в 1460-х годах; его отцом был некий Виллем. Сведения о его происхождении во многом неясны, однако Герард использовал детально проработанный герб, что указывало на то, что он происходил из благородной семьи. К 1517 году он женился на Маргарет Свандерс или де Вандере, дочери Дерика Свандерса и вдове Яна ван Хеервеге.
Его имя впервые упоминается в документе от 1487 года, свидетельствующем, что он вступил в местную гильдию художников. Вероятно, обучался под руководством Ливена де Стоевере, единственного из пяти художников, субсидировавших его членство в гильдии. Руководя мастерской, специализировавшейся на выполнении миниатюр, Хоренбот нанял ученика и подмастерье с навыками иллюминирования рукописей. Среди работников мастерской были и трое его детей: Лукас, Сюзанна и ещё один сын. Как живописец Хоренбот стал известен во многих областях этого вида искусства. Среди его работ, отмеченных в сохранившихся документах, эскизы для серии гобеленов, заказанные для церкви Св. Фарахильда в 1508—1509 годах, и «изображения» части Гента и некоторых окрестных деревень, оплаченные городскими властями в 1510—1511 годах. Тем не менее сам Хоренбот в большей степени позиционировался как живописец, а не художник-миниатюрист, и достоверно неизвестно, насколько велик его вклад в те иллюминированные рукописи, которые были заказаны в его мастерской.
После 1500 года он работал по заказу шотландского короля Якова IV Стюарта над оформлением иллюминированного часослова для него. В 1503 году на вырученные от продажи своих картин средства художник купил в Генте дом для себя и своей семьи, из чего следует, что он своим искусством хорошо зарабатывал и его работы пользовались популярностью. Во Фландрии Хоренбот иногда работал с живописцем Симоном Бенингом. Оба они считались ведущими фламандскими мастерами искусств своего времени.

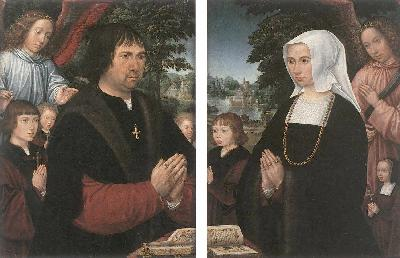
Портреты Ван Поттелсберге, Ливен и Ливины ван Стелант. Музей изобразительных искусств в Генте

В 1515 году он получил должность художника при дворе штатгальтера Нидерландов Маргариты Австрийской; его имя регулярно упоминалось в её счетах между 1516 и 1522 годами. Помимо прочих работ, выполненных за тот период, он также завершил оформление «Часослова Сфорца», заказанного Боной Савойской в Милане ещё в 1490 году. Он нарисовал шестнадцать миниатюр для иллюстрации страниц, в том числе посвящённых жизни Святой Девы Марии и циклу заупокойных служб. В 1522 году Маргарита Австрийская приобрела у него портрет Кристиана II Датского, побывавшего тогда с визитом в Нидерландах. Сведений о пребывании Хоренбота в Генте больше не сохранилось, но Альбрехт Дюрер упоминал в своём дневнике о встрече с ним в Антверпене в 1521 году.
В период между 1522 и 1523 годами Герард Хоренбот вместе со своей семьёй переехал в Англию. Там он выполнял заказы королевской семьи и оставался в королевстве до самой своей смерти. Он был зарегистрирован в платёжных ведомостях королевского казначея как «художник» на службе у Генриха VIII Тюдора с октября 1528 года по апрель 1531 года и получал ежемесячные выплаты в размере 33 шиллингов 4 пенсов. Вероятно, он заступил на пост придворного художника ещё раньше, возможно в 1525 году, однако финансовые отчёты за период с сентября 1525 года по октябрь 1528 года были утрачены. Причины перехода Герарда Хоренбота от Маргариты Австрийской к королю Генриху столь же неясны, как и то, что конкретно он создавал по заказам Тюдоров.
Хотя имя Герарда Хоренбота связывают с жалованными грамотами и рукописями, подготовленными для кардинала Томаса Уолси, версия об этой связи остаётся недоказанной, а финансовые отчёты 1528—1529 годов, в которых упоминается «Герард» или «Гарард», на самом деле относятся к писцу Уильяму Джерарду или Гаррарду. Имя Герарда Хоренбота отсутствует в серии сохранившихся королевских отчётов, начиная с февраля 1538 года. Он умер в 1540 или 1541 году, в этот период его наследники выплатили пошлину за его владения в Генте. Страна его проживания в течение десяти лет с 1531 года до его смерти неизвестна, но, вероятно, он оставался в Англии вместе с детьми. Его жена, Маргарет Хоренбот умерла в 1529 году. Дети Герарда, его сын Лукас Хоренбот и дочь Сюзанна, также стали известными живописцами. Лукас был придворным художником короля Генриха VIII, а Сюзанна является одной из первых женщин, профессионально занимавшихся живописью. Её работы до настоящего времени не сохранились.